# 3836 Lem
3836 Lem (1979 SR9) là một tiểu hành tinh vành đai chính. Nó được phát hiện bởi Soviet nhà thiên văn học Nikolai Chernykh ngày 22 tháng 9 năm 1979 ở Đài vật lý thiên văn Crimean. Nó được đặt theo tên Stanisław Lem.